# كوتا كينابالو الكبرى
كوتا كينابالو الكبرى (بالإنجليزيّة: Greater Kota Kinabalu) تشير إلى التجمعات الكثيفة من المناطق المأهولة بالسكّان الإقليميّة المحيطة بمدينة كوتا كينابالو في ماليزيا. وتضمّ مناطق كوتا كينابالو (وهي أيضًا أكبر مدينة وعاصمة مدينة صباح)، وبينامبانج، وتواران، وبابار. هذه المناطق هي أيضًا جزء من إقليم الساحل الغربي. ومن المتوقع أنه في عام 2019، بلغ إجمالي عدد سكان هذه المناطق 1.1 مليون نسمة، في مساحة إجمالية قدرها 3,277 كيلومتر مربع.

## التعريف والتغطية
تمت صياغة هذا المصطلح في البداية في وثيقة عمل سياسية كانت قد أعدتها هيئة التنمية الاقتصادية والاستثمار في صباح (SEDIA)، وهي هيئة خاصة مكلّفة بقيادة ممر مدينة صباح التنموي. كما يُستخدم هذا المصطلح في خطة هيكل صباح 2033، وهي وثيقة سياسة التخطيط على مستوى الولاية والتي تتضمن أيضًا اتّجاه النّمو السكاني المتوقّع في كوتا كينابالو والمناطق المجاورة لها بحلول عام 2033. والاستخدام الآخر للمصطلح هو لجنة الوقاية من الفيضانات في كوتا كينابالو الكبرى. يعرّف تقرير صادر عن وحدة التخطيط الاقتصادي الفيدرالية كوتا كينابالو الكبرى بأنها منطقة تضم مقاطعتي كوتا كينابالو وبينامبانج. ومع ذلك، فإن قرب منطقة كوتا كينابالو الكبرى من المناطق النائية في تواران وبابار يشير إلى أن تغطية المنطقة قد تشمل أيضًا أجزاء من الأخيرة، حيث تقع المراكز الحضرية في كلا المنطقتين على بعد ساعة واحدة من منطقة الأعمال المركزية في كوتا كينابالو.

## جغرافيتها
تقع منطقة كوتا كينابالو في الساحل الغربي المركزي لمدينة صباح. يحدّ المنطقة سلسلة جبال كروكر مباشرةً من الشرق وبحر الصين الجنوبي من الغرب. وتتكون المنطقة نفسها من سهل ساحلي ضيق يبلغ متوسط عرضه 10 كيلومترات وتنتشر فيه تلال منخفضة الارتفاع. ويتراوح ارتفاعها من مستوى سطح البحر إلى ما يقارب قمة جبل علب على ارتفاع 1951م فوق مستوى سطح البحر. وفي الخارج، توجد عدة جزر قريبة من منطقة الأعمال المركزية في كوتا كينابالو. مساحة كبيرة من هذه الجزر هي جزء من منتزه تونكو عبد الرحمن الوطني. جزيرة منغالوم هي أبعد مسافة من أي أرض جافة داخل منطقة كوتا كينابالو الكبرى، على بعد 56 كم من منطقة الأعمال المركزية في كوتا كينابالو.

## السكان
في عام 2010، قدر عدد سكان كوتا كينابالو الكبرى بـ 855.556 نسمة. تُعدّ منطقة بينامبانج (مع منطقة بوتاتان الفرعية) هي المنطقة الأكثر كثافة سكانية في المنطقة، تليها مباشرة منطقة كوتا كينابالو. وتمّ تقدير إجمالي عدد سكان هذه المناطق في عام 2019 حوالي 1.1 مليون نسمة.

## الاقتصاد
تعد كوتا كينابالو الكبرى المركز الاقتصادي والنقل الرئيسي في صباح. يعد قطاع الخدمات محركًا اقتصاديًا رئيسيًا في كوتا كينابالو وبينامبانج وبوتاتان. منذ عام 2010، أصبح قطاع الخدمات، وخاصة في مجال السياحة والضيافة وتجارة التجزئة، محركًا اقتصاديًا رئيسيًا في المنطقة. تتركز الأنشطة الصناعية في المقام الأول في كوتا كينابالو المجاورة لميناء الشحن الرئيسي بالمدينة (في سيبانغجار). في مدينتي تواران وبابار، يكون النشاط الزراعي أكثر وضوحًا مثل زراعة الأرز وزراعة النخيل. وفي الخارج، توجد حاليًا العديد من عمليات التنقيب عن النفط والغاز النشطة من قبل شركات الطاقة الكبرى مثل بتروناس ورويال داتش شل.

## المراكز السكانية

### منطقة كوتا كينابالو
- منطقة الأعمال المركزية في كوتا كينابالو
- لويانغ
- سمبولان
- تانجونج آرو
- لينتاس
- كيبايان
- ليكاس
- كولومبونج
- ينانام
- منجاتال
- الاميسرا
- سيبانجار
- تيليبوك

### منطقة بينامبانج
- دونجونجون
- بندر بينامبانج بارو (كويدوبان-نوسوب/كيبايان ريدج-ليدو)
- بوندوسان
- كاسيجوي
- بوتاتان
- بيتاجاس
- لوك كاوي

### منطقة تواران
- الطواران
- كولو
- تامبارولي
- تنجيلان

### منطقة بابار
- كيناروت
- بابار
- بينوني
- كيماني
- بونجاوان

## وسائل المواصلات

### وسائل النقل الجوية
مطار كوتا كينابالو الدولي.

### وسائل النقل البحريّة
- ميناء حاويات خليج سابانجار
- محطة النفط في خليج سابانجار
- ميناء كوتا كينابالو
- محطة العبّارات جيسيلتون بوينت
- محطة صباح للنفط والغاز

### الطرق الرئيسية
- الطريق الفيدرالي
- الطريق الفيدرالي
- FT 500 الطريق الفيدرالي 500
- FT 501 الطريق الفيدرالي 501
- FT 503 الطريق الفيدرالي 503

### النقل الجماعي
خط سكة حديد صباح الغربي.

## الاستخدام اللاحق
إن استخدام مصطلح "كوتا كينابالو الكبرى" يكتسب رواجًا تدريجيًا في السنوات الأخيرة، خاصة في قطاع العقارات. ومع ذلك، نظرًا للولايات القضائية الإدارية المنفصلة داخل منطقة كوتا كينابالو الكبرى، فإن هذا المصطلح ليس منطقة إحصائية معترف بها رسميًا من قبل دائرة الإحصاءات الماليزية، ويظل تتبع البيانات السكانية يعتمد على المناطق الفردية. على الرغم من الاستخدام المتقطع لهذا المصطلح في بعض وثائق السياسة العامة، لا يوجد أساس متين لإنشاء هيئة فردية مخصصة يمكنها تمثيل أو حكم المناطق الواقعة ضمن كوتا كينابالو الكبرى، لمعالجة التحديات المشتركة مثل تلبية احتياجات النمو السكاني وتقليل تأثير التنمية على المناطق الحساسة. ومن ثم، تميل اتجاهات السياسة الاجتماعية والاقتصادية الحالية إلى التركيز كثيرًا على منطقة كوتا كينابالو نفسها، بدلاً من منطقة كوتا كينابالو الكبرى بأكملها. من ناحية أخرى، تم الاعتراف بالتكامل الاجتماعي والاقتصادي المتزايد والاعتماد المتبادل بين مناطق كوتا كينابالو وبينامبانج وتواران وبابار بطرق أخرى، مما يؤكّد من جديد بشكل غير مباشر إمكانية وجود كوتا كينابالو الكبرى باعتبارها منطقة اجتماعية واقتصادية إقليمية مترابطة.

## الصراع على الموارد المائية
وفي عام 2018، اقترحت حكومة صباح إنشاء سد لإمدادات المياه في منطقة بابار العليا، وهي منطقة ذات كثافة سكانية منخفضة تقع على سفوح جبال كروكر رينج في بابار. كان الاقتراح بمثابة إجراء طويل المدى لتلبية الزيادة المتوقعة في الطلب على استخدام المياه في الساحل الغربي للولاية. ويؤيد عضو البرلمان عن بابار الاقتراح باعتباره محفزا لزيادة التنمية في الساحل الغربي وجذب الاستثمارات خاصة في بابار. وقد قوبل هذا الاقتراح بمعارضة شديدة من قبل السكان المحليين المقيمين في المنطقة، مشيرين إلى أن تحقيق المشروع يعني خسارة الأرض التي تم استيطانها منذ أجيال. ساهم الجدل الدائر حول المشروع جزئيًا في خسارة حكومة الولاية بقيادة واريسان في انتخابات ولاية صباح 2020. حالياً، لا يوجد ما يشير إلى إلغاء المشروع.

## أمر مراقبة الحركة الوبائية 2020-2021
منذ أكتوبر 2020، وكجزء من استراتيجيات القضاء على عدوى كوفيد-19، تم فرض قيود على السفر بين المناطق بشكل دوري في جميع أنحاء صباح. ومع ذلك، تم تجميع مناطق كوتا كينابالو وبينامبانج وبوتاتان في منطقة واحدة "موحدة" ويُسمح للمقيمين بين هذه المناطق بالتنقل بحرية دون قيود. ويرجع ذلك إلى حقيقة أن الأنشطة الاجتماعية والاقتصادية والتحركات بين هذه المناطق متشابكة إلى حد كبير، وكان من الممكن أن يؤدي فرض القيود على أساس كل منطقة على حدة إلى مزيد من الاضطراب الاقتصادي. مع تباطؤ معدل الإصابة، تم تخفيف قيود السفر بين المناطق بشكل أكبر إلى تقييد تقسيم المناطق، حيث يعتمد تقييد الحركة على المناطق. تم تجميع قسم الساحل الغربي بأكمله، الذي يضم مناطق كوتا كينابالو وبينامبانج وتواران وبابار وكوتا بيلود ورانو، في منطقة واحدة. السفر بين المناطق داخل المنطقة غير مقيد.